# Al Jazeera America

Alternatives Logo

Al Jazeera America war ein englischsprachiger Nachrichtensender, der am 20. August 2013 den Sendebetrieb aufnahm. Er hatte seinen Hauptsitz in New York, mit 12 Nebensitzen unter anderem in Washington, D.C., Chicago, Detroit, Nashville, Los Angeles und San Francisco. Er übernahm die Sendeplätze und Frequenzen von Current TV; einem Fernsehsender, den Al Jazeera Anfang 2013 übernahm. Wegen geringer Zuschauerzahlen stellte Al Jazeera America am 12. April 2016 den Sendebetrieb ein.

## Programm
Al Jazeera America soll 24 Stunden senden, vorwiegend Nachrichten und Beiträge zu aktuellen Themen. Im Gegensatz zu seinem internationalen Schwestersender Al Jazeera English, soll Al Jazeera America primär Themen behandeln, die für US-Amerikaner interessant und relevant sind.
Im April 2014 stellte der Sender seine Sportnachrichten ein und stellte die bis dahin tägliche interaktive Sendung The Stream auf einen wöchentlichen Senderhythmus um. Al Jazeera America hatte nur sehr geringe Einschaltquoten erzielen können.

## Personal
Die im Sommer 2013 zusammengestellte Senderführung besteht überwiegend aus US-Amerikanern, die über einschlägige Erfahrungen aus großen Sendern verfügen. AJAM wird von Kate O’Brian geleitet, die zuvor für über 30 Jahre bei ABC News tätig war, zuletzt als für Nachrichten zuständige stellvertretende Senderchefin. Als Stellvertreter wurden im Juli 2013 drei ehemalige leitende Redakteure von CNN, CBS News und MSNBC benannt. Von Current TV wurden rund 200 Mitarbeiter übernommen, rund ein Viertel der für den Sendestart geplanten Belegschaft.
Im April 2014 trennte sich der Sender von zwischen 60 und 100 Mitarbeitern, von denen laut der Geschäftsführerin die Mehrheit Zeitverträge besaßen. Der Sender wies darauf hin, dass es sich um eine Umstrukturierungsmaßnahme handele, weiterhin über 800 Menschen angestellt seien, und sich viele neue Sendungen in der Entwicklungsphase befänden.

## Empfang
- über Satellit

- DirecTV: Kanal 347
- Dish Network: Kanal 215
- 4DTV: Kanal W5261

- über Kabel

- Comcast: Kanal 107 oder 125
- Verizon FiOS: Kanal 114 oder 192
- Baja Broadband: Kanal 261
- CenturyLink: Kanal 189
- WOW: Kanal 112
- Astound (Kalifornien): Kanal 652
- In-House (Washington): Kanal 22
- Kuhn Communications (Pennsylvania): Kanal 133
- Mid-Hudson Cable (New York): Kanal 173

Auf der Internetpräsenz des Senders wird ab Sendestart kein Livestream verfügbar sein. Allerdings soll Al Jazeera America auch auf dem YouTube-Kanal von Al Jazeera America zu empfangen sein. Der Sender wird seine Sendungen und Kurznachrichten auf YouTube veröffentlichen, wo sie kostenlos anzusehen sind.